# امان منطقی
امان منطقی (زادهٔ ۱۳۱۲ در تهران – درگذشته ۲۶ فروردین ۱۳۹۱ در پاریس) کارگردان، نویسنده، ترانه‌سرا و شاعر ایرانی بود.

## زندگی
امان منطقی (امان‌الله منطقی) فارغ‌التحصیل دانشکده افسری، فعالیت سینمایی خود را از سال ۱۳۳۶ با فیلمهای مستند و تبلیغاتی آغاز کرد و در آن دوره حدود ۷۰۰ فیلم کوتاه و بلند مستند و تبلیغاتی و ۱۲ فیلم داستانی بلند ساخت. اولین فیلم به کارگردانی وی پهلوان مفرد نام داشت. در سال ۱۳۵۵ ساخت فیلمی در توجیه حضور ارتش ایران را در ظفار به نام تپه ۳۰۳ آغاز کرد که فیلمبرداری آن به پایان رسید ولی انقلاب سبب شد که فیلم به نمایش در نیاید. 

## مرگ
وی مدت‌ها به دلیل بیماری در بیمارستان بستری و تحت مراقبت بود، سرانجام ۲۶ فروردین ۱۳۹۱ در پاریس چشم از جهان فروبست؛ و در گورستان جدید شهر پوتو فرانسه به خاک سپرده شد.

## آثار

### کارگردان
1. افیون ـ تب مرگ (۱۳۶۰) - نمایش داده نشد [۶]
2. سرباز اسلام (۱۳۵۹)
3. مفسدین (۱۳۵۹) - نمایش داده نشد [۶]
4. تپه ۳۰۳ (۱۳۵۶) - نمایش داده نشد [۶]
5. شبگرد (۱۳۵۴)
6. میرم بابا بخرم (۱۳۵۳)
7. جبار سرجوخه فراری (۱۳۵۲)
8. شیخ صالح (۱۳۵۲)
9. آب نبات چوبی (۱۳۵۱)
10. بابا نان داد (۱۳۵۱)
11. غلام ژاندارم (۱۳۵۰)
12. پهلوان مفرد (۱۳۵۰)

### نویسنده
1. افیون ـ تب مرگ (۱۳۶۰)
2. سرباز اسلام (۱۳۵۹)
3. مفسدین (۱۳۵۹)
4. شبگرد (۱۳۵۴)
5. پهلوان مفرد (۱۳۵۰)

### اشعار
1. دلقک (۱۳۵۵)
2. خداحافظ کوچولو (۱۳۵۴)

### ترانه‌شناسی
| خواننده    | نام ترانه               | ترانه‌سرا   | آهنگساز          | تنظیم            | توضیح                  |
| ---------- | ----------------------- | ---------- | ---------------- | ---------------- | ---------------------- |
| هایده      | زندگی قشنگه             | امان منطقی | انوشیروان روحانی | مجتبی میرزاده    |                        |
| هایده      | کاشکی دوست نداشتم       | امان منطقی | انوشیروان روحانی | مجتبی میرزاده    |                        |
| حمیرا      | باز شب اومد             | امان منطقی | انوشیروان روحانی | انوشیروان روحانی |                        |
| سپهر       | وطن من                  | امان منطقی | انوشیروان روحانی | انوشیروان روحانی |                        |
| عارف       | ای خدا                  | امان منطقی | انوشیروان روحانی | انوشیروان روحانی |                        |
| عارف       | داش غلام                | امان منطقی | انوشیروان روحانی | انوشیروان روحانی | فیلم غلام ژاندارم      |
| عارف       | دروغه                   | امان منطقی | انوشیروان روحانی | انوشیروان روحانی | فیلم بابا نان داد      |
| عارف       | دنیا فقط دو روزه        | امان منطقی | انوشیروان روحانی | انوشیروان روحانی |                        |
| عارف       | مستم مستم               | امان منطقی | (محلی)           | انوشیروان روحانی | فیلم جبار سرجوخه فراری |
| عارف       | همه‌چیم یار              | امان منطقی | انوشیروان روحانی | انوشیروان روحانی | فیلم غلام ژاندارم      |
| عارف       | پشیمونی                 | امان منطقی | انوشیروان روحانی | انوشیروان روحانی | فیلم آب‌نبات چوبی       |
| عارف       | انتظار                  | امان منطقی | انوشیروان روحانی | انوشیروان روحانی |                        |
| عارف       | همه چیم یار             | امان منطقی | انوشیروان روحانی | انوشیروان روحانی |                        |
| عهدیه      | السون والسون            | امان منطقی | انوشیروان روحانی | انوشیروان روحانی | فیلم می‌رم بابا بخرم    |
| عهدیه      | باز شب اومد             | امان منطقی | انوشیروان روحانی | انوشیروان روحانی | فیلم می‌رم بابا بخرم    |
| عهدیه      | خاطرخواه                | امان منطقی | انوشیروان روحانی | انوشیروان روحانی |                        |
| ستار       | گل حسرت                 | امان منطقی | انوشیروان روحانی | انوشیروان روحانی |                        |
| لیلا فروهر | گل خشخاش                | امان منطقی | انوشیروان روحانی | انوشیروان روحانی |                        |
| فیروزه     | اختر آب‌منگلی            | امان منطقی | انوشیروان روحانی | انوشیروان روحانی | فیلم آب‌نبات چوبی       |
| تیلا       | یه بوس میخوام           | امان منطقی | انوشیروان روحانی | انوشیروان روحانی | فیلم آب‌نبات چوبی       |
| بلا الوندی | یتیم                    | امان منطقی | انوشیروان روحانی | انوشیروان روحانی | فیلم بابا نان داد      |
|            | ای ایران، خدایت پشتیبان | امان منطقی | انوشیروان روحانی | انوشیروان روحانی |                        |